# Le Rifain assis
Le Rifain assis est un tableau réalisé par l'artiste français Henri Matisse fin 1912, pendant un voyage au Maroc. Cette huile sur toile représente un habitant du Rif vêtu de vert en station assise. L'œuvre est aujourd'hui conservée à la Fondation Barnes, à Philadelphie, aux États-Unis.